# Cosmo Earth Fantasy
Cosmo Earth Fantasy (häufig auch Sub-Underground) ist ein Jazzalbum von Sun Ra. Die in New York City und am 20. September 1974 an der Temple University in Philadelphia bei einer Session entstandenen Aufnahmen erschienen erstmals 1974 in Kleinstauflagen unter verschiedenen Titeln wie Temple U, Sub Underground und Cosmo Earth Fantasy auf El Saturn Records. Gekoppelt mit dem Album What's New von 1975 wurden die Aufnahmen 2007 auf dem britischen Label Art Yard unter dem Titel Cosmo Earth Fantasy (Sub Underground Series Vol 1 & 2) wiederveröffentlicht. 2014 erfolgte eine von Michael D. Anderson und Irwin Chusid überarbeitete Neuauflage des Original-Albums als Download bei Enterplanetary Koncepts unter dem Titel Sub Underground.

## Hintergrund

### Das Original-Album (1974)
Cosmo-Earth Fantasy besteht aus dem die erste LP-Seite umfassenden langen Titelstück, das bei Proben in einem New Yorker Studio aufgenommen wurde; wie in Robert Campbells und Christopher Trents Diskographie „The Earthly Recordings of Sun Ra“ (2. Aufl., Pub. 2000) vermerkt, war das möglicherweise 1974 im New Yorker Variety Studio. Auf dem Album wird nicht ausgeführt, wer sich unter Sun Ra and His Arkestra verbirgt; es gibt keine Besetzungsangaben. 
Auf der B-Seite der LP folgen „The Song of the Drums“ und „The World of Africa“, zwei von Perkussion geführte Stücken, die afrikanische (oder „pseudo-afrikanische“) Gesänge zusammen mit Sun Ra am Clavinet enthalten. Einige Stücke wurden vom Sun Ra Arkestra live an der Temple University aufgenommen; dabei spielten John Gilmore, Marshall Allen und Nimrod Hunt Perkussion; hinzu kamen Eddie Thomas (eigentlich Thomas Thaddeus; Gesang) und ein weiterer unidentifizierbarer Sänger in „The Song of Drums“ sowie June Tyson und möglicherweise auch Cheryl Banks als Sängerinnen in „The World of Africa“. „The World of Africa“ ist eine weitere Studioaufnahme von Probesessions in New York, entstanden 1967 oder 1968.

### Revision der Entstehungszeit und Aufnahmeorte von zwei Stücken
Dieses Album (das auf der Original-LP keine Personal- oder Aufnahmeinformationen enthielt) erschien auch in handgestalteten Hüllen unter den Titeln Sub Underground #2, Cosmo-Earth Fantasy und Live at Temple University 1974. Wenn es sich um ein Live-Album gehandelt hätte, schrieb Irwin Chusid, „wäre das Arkestra [kaum] vor einem Publikum aufgetreten, das von so stiller Ehrfurcht besessen war, dass es vor, während oder nach jedem Stück keinen Ton von sich gab“. Michael Anderson vom Sun Ra Music Archive, ein ehemaliger Temple-Student, glaubt eher, dass die Aufführung in der College-Kapelle stattfand. Andere wiederum haben den Rundfunksender der Temple University als Aufnahmeort vorgeschlagen. Die Aufnahmen auf Seite B sind zweifellos in einem Studio, einem Ad-hoc-Studio oder – wie sich herausstellte – mehreren Studios entstanden.
Chusid zitiert des Weiteren den Sun Ra-Forscher Paul Griffiths, der 2011 ein Album-Masterband von „Cosmo-Earth“ fand, das früher dem verstorbenen Ra-Geschäftspartner James Bryant gehört hatte. In den Liner Notes der Art Yard-CD-Neuauflage schrieb Griffith, dass die Worte „Strings Bandura“ handschriftlich auf der Rolle gestanden haben. Der Anfang von „Cosmo-Earth“ weist in der Tat Klänge auf, die an Ras einzigartige Saturn-Veröffentlichung Strange Strings von 1967 erinnerten, so Chusid, auf der die Arkestra-Musiker Saiteninstrumente zupften und verwüsteten, mit denen sie sonst nicht vertraut waren. Die Bandura, die als „Space Harp“ bezeichnet wird, war Ende der 1960er-Jahre auf einer Reihe von Sun-Ra-Alben zu hören. Griffith schreibt:
„[‚Cosmo-Earth‘] enthält einen Eröffnungsabschnitt mit Musik, der auf Strange Strings verwendet wird, einschließlich der Bandura, wie auf der Tonbandschachtel erwähnt. Da mehrere der Saiteninstrumente 1969 bei einem Autounfall zerstört wurden und die Bandura selbst 1971 nach dem legendären ersten Ägyptenbesuch des Arkestra im Besitz von Hartmut Geerken verblieb, kann diese Musik nicht nach diesen Ereignissen datiert werden und eine Revision des Aufnahmedatums ist erforderlich.“
Griffith bemerkte weiter: „Ra spielt Hohner Clavinet auf dieser Aufnahme, in enger stilistischer Nähe zu dem auf den LPs Atlantis ([entstanden] 1967), The Solar-Myth Approach ['67-'68] und Continuation ['68]. Die Anmutung des ganzen Stücks ist sehr im Stil der Erkundungsarbeit des Arkestra in der späteren New Yorker Zeit zwischen [19]66 und Anfang [19]68. Es ist sehr wahrscheinlich, dass diese Musik 1967 oder möglicherweise Anfang 1968 aufgenommen wurde, bevor das Arkestra nach Philadelphia zog .“
Griffith bestätigte, dass „Love Is for Always“ und „The Song of the Drums“ tatsächlich 1974 in der Temple University aufgenommen wurden. Aber er untersuchte „The World of Africa“ erneut und stellte fest:
„… [Es] stammt eindeutig nicht vom selben Konzert wie seine vorhergehenden [Stücke] und führt uns zurück ins Jahr 1968, als Sängerin June Tyson der Band beitrat. Ra ist wieder auf dem Hohner Clavinet zu hören und spielt sehr stark im Stil der Atlantis-Sessions der kleinen Gruppe im vergangenen Jahr [1967], mit einer Vielzahl von Arkestra-Mitgliedern am Schlagzeug.“ Co-Herausgeber Chusid ist [ebenso wie auch die Herausgeber von Omniverse Sun Ra(S. 199)] davon überzeugt, dass die Darlegungen von Griffith plausibel und in sich schlüssig sind. Sun Ra sei bekannt dafür gewesen, Saturn-LPs zusammenzustellen, mit Material an Sessions, das im Abstand von Jahren und an verschiedenen Orten aufgenommen wurde und radikale Gegenüberstellungen von Stilen bot. Sub Underground folgt diesem Schema auf den Saturn-Veröffentlichungen wie gewohnt.

### Neuausgabe bei Art Yard (2007)
Die Neuveröffentlichung des Albums unter dem Titel Cosmo Earth Fantasy (Sub Underground Series Vol 1 & 2) wurde mit weiterem Material aus dem Jahr 1962 ergänzt, das mit Al Evans (Flügelhorn), Danny Davis, Marshall Allen, Calvin Newborn, Ronnie Boykins und Thomas Hunter bei Probeaufnahmen im New Yorker Choreographer's Workshop entstanden war. Das letzte Stück, „Space Is the Place / We Roam the Cosmos“, wurde möglicherweise live 23. Mai 1975 mitgeschnitten, mit Akh Tal Ebah, Cheryl Banks, Judith Holton, June Tyson (Gesang), Ronnie Boykins (Bass), Atakatune (Congas) sowie einem Schlagzeuger und Posaunisten. Das Material erschien zuvor auf der Saturn-LP What's New (Saturn 752).

### Wiederveröffentlichung bei Enterplanetary Koncepts (2014)
Für die Neuveröffentlichung der Original-LP wurde das 2011 wieder aufgefundene Masterband von Michael D. Anderson vom Sun Ra Music Archive übertragen; die digitale Restaurierung erfolgte von Michael D. Anderson und Irwin Chusid. Bei der Neuausgabe wurde auch (auf Grundlage der vorliegenden Quellen) die Bandbesetzung einer kritischen Durchsicht unterzogen; demnach spielten (laut maßgeblichen Quellen, die Vermutungen beinhalten): Sun Ra: Tasteninstrumente, evtl. Schlagzeug, Marshall Allen, Flöte, Oboe, Streichinstrument (1), Gesang (4?), John Gilmore, Tenorsaxophon, Streicher (1), Schlagzeug (4), Danny Davis, Flöte, Streicher (1),
Danny Ray Thompson: Schlagzeug (3), Nimrod Hunt (=Carl Malone), Gesang (4?), Tommy „Bugs“ Hunter (?), Schlagzeug (2), Atakatune (?), Schlagzeug (2, 3), Ronnie Boykins (?), Bass (1), Eddie Thomas (=Thomas Thaddeus): Gesang (3), Akh Tal Ebah (?), 2. Gesang (3) und
June Tyson: Gesang (4).

## Titelliste
- Sun Ra: Cosmo Earth Fantasy (Temple U) (Saturn 92074)[5]

A Cosmo-Earth Fantasy 20:59

B1 Love Is for Always 6:48

B2 The Song of Drums 6:04

B3 The World of Africa 3:00
- Sun Ra: Cosmo Earth Fantasy (Sub Underground Series Vol 1 & 2)[6]

1. Cosmo-Earth Fantasy
2. Love Is for Always
3. The Song of Drums
4. The World of Africa
5. What's New (Burke-Haggart)
6. Wanderlust (Calvin Newborn)
7. Jukin' (Al Evans)
8. Autumn in New York (Vernon Duke)
9. Space Is the Place / We Roam the Cosmos

Wenn nicht anders vermerkt, stammen die Kompositionen von Sun Ra.

## Rezeption
Sean Westergaard verlieh dem Album (in der LP-Version von 1974) in Allmusic drei Sterne und schrieb, das live entstandene Titelstück habe einen seltsamen Klang, mit etwas, das wie eine Art Harfe oder wie Streichinstrumente klinge, einen sehr sonderbaren Keyboard-Sound, andererseits Marshall Allen mit einem großartigen Oboensolo. Es sei ziemlich frei gespielt, aber gerate nicht völlig kakophonisch. Die andere LP-Seite, die mit „Love Is for Always“ beginnt, enthalte ein wunderschönes Feature für Sun Ras Piano und John Gilmore am Tenorsaxophon. Die beiden Perkussionstücke würden einige interessante Momente enthalten, aber insgesamt sei dies keine besonders aufregende Veröffentlichung.
In einem so umfangreichen Katalog wie dem von Ra sei es natürlich, dass einige Veröffentlichungen übersehen werden, schrieb Irwin Chusid in den Liner Notes der Neuausgabe 2014. Sub Underground verdiene mehr Aufmerksamkeit, da es ein experimentierfreudiges Album sei und das Hören Spaß mache. Die rohe Klangtreue würde den charmanten „Lo-Fi-Charakter“ von Sun Ra-Veröffentlichungen oder das, was man „Garage Jazz“ nennen kann, widerspiegeln. Ebenso würden die Kompositionen, Arrangements und die Abmischung die Exzentrik liefern, die man von Ra erwartet, und es gebe jede Menge Überraschungen.
„Cosmo-Earth Fantasy“ enthalte die jenseitigen „seltsamen“ Streicher, Sun Ras Clavinet und ein Duett aus Xylophon und Flöte. Die Streicherpassage klinge auch so, als würde Sun Ra auf den Saiten im Inneren des Klaviers spielen. „Love is For Always“ sei hingegen eine üppige, romantische Ballade, bei der John Gilmores Tenorsaxophon den Rücken reibt. „The Song of Drums“ biete extreme Stereotrennung: Der größte Teil des Tracks enthalte exotische, improvisierte Shout-Vocals (von Eddie Thomas und möglicherweise Trompeter Akh Tal Ebah) auf dem linken Kanal, der gegen ferne Drums gesetzt wird, die von Sun Ras elektronischem Keyboard auf der rechten Seite unterbrochen werden. „The World of Africa“ mit der Wiederholung einer einfachen Melodie sei Sun Ras Vorstellung eines Kanons. Sängerin June Tyson biete drei Minuten lang einen angenehmen Nonsense-Gesang dar, während die Band für ein lockeres rhythmisches Fundament sorge.